# Sir Gusche Band
Die Sir Gusche Band ist ein deutsches Sextett des traditionellen Jazz. Es wurde 1961 in West-Berlin gegründet.

## Geschichte
Die Gruppe, die aus den Storyville Jazzmen entstand, ist nach dem Spitznamen ihres Bandleaders Klaus Beyersdorff benannt und konzentrierte sich zunächst auf New-Orleans-Jazz. Bereits in den 1960er Jahren nahm sie, teilweise auch in Quartettbesetzung, an Jazzfestivals in Deutschland, der Schweiz und Österreich teil; erst Aufnahmen des Sextetts entstanden 1965 beim Wiener Jazzfestival. Anlässlich einer Tournee 1967 der Formation in die USA erhielten drei Mitglieder der Band die Ehrenbürgerschaft der Stadt New Orleans. 1974 entstand eine Single. Gemeinsam mit Sänger Peter Petrel wurde 1979 das Debütalbum eingespielt, das mit dem Deutschen Schallplattenpreis ausgezeichnet wurde. Im selben Jahr eröffnete die Formation ein Konzert mit Ken Colyer, Papa Bue, Acker Bilk und Chris Barber; weiterhin spielte sie auf dem „Kanzlerfest“ in der Berliner Philharmonie. Weitere Alben folgten.
1991 wurde die Gruppe nach Dresden zum Internationalen Dixieland-Festival eingeladen; auf der Funkausstellung konzertierte sie mit dem Sänger Bill Ramsey; auch kam es zu einem Auftritt in der Komischen Oper in Berlin (mit der Semper House Band aus Dresden). Seit personellen Veränderungen im Jahr 2003 öffnete sich das Sextett dem Swing. Auf den Alben Ice Cream und Running Wild sind Live-Auftritte dokumentiert.
Die Band spielte früher regelmäßig in der Eierschale und anderen Jazzclubs Berlins (wie Leierkasten, Dachluke, Joe’s Schnapshaus, Joe’s Bierhaus, Club18). Sie tritt aktuell im Yorckschlösschen, der Kleinen Weltlaterne, dem Kaiserhof und wieder in der Eierschale auf. In den letzten Jahren präsentierte sie ihr Programm zudem auf den Jazzfestivals in Neuruppin, auf den dänischen Inseln Bornholm und Röm sowie in Kopenhagen.

## Diskographie
- Peter Petrel & die Sir Gusche Band: Happy Music (Hansa 1981, wiederveröffentlicht unter dem Titel Dixieland-Express)
- Sir Gusche Band & Peter Petrel: Die Grosse Dixie Sause (Hansa 1981)
- Jubilee (1988)
- Wild Life (Monopol Records 1991)
- Music in the Air (1996)
- It’s a Long Way (2001)
- Jörg Swoboda & Sir Gusche Band: Straßen des Himmels (2005)
- Still Walking (2006)
- Ice Cream (2009)
- Running Wild (2011)
- Clarinet Marmelade (2013)

Single
- Joe’s Schnapshaus (1974)